# 기동취재 현장
기동취재 현장은 한국방송공사에서 방송되었던 시사 프로그램이다.

## 역대 진행자

### 남성
- 1대: 원종배 (1991년 5월 17일 ~ 1992년 4월 3일)
- 2대: 이윤성 (1992년 4월 12일 ~ 1992년 10월 4일)

### 여성
- 1대; (故) 정미홍 (1991년 5월 17일 ~ 1992년 4월 3일)